# Полет 205 на „РуандЕър“
Полет 205 на „РуандЕър“ е редовен международен пътнически полет от международното летище „Кигали“, Кигали, Руанда, до международното летище „Ентебе“, Ентебе, Уганда, управляван от „ДжетЛинк Експрес“ от името на „РуандЕър“. На 12 ноември 2009 г. самолетът „Бомбардие CRJ100ER“, който изпълнява полета, претърпява механичен проблем с левия лост за управление на тягата, при което екипажът незабавно се връща на летището в Кигали, но не успява да спре безопасно и се разбива във ВИП терминала. В инцидента умира 1 пътник, а други 10 души са ранени.
Разследването разкрива, че кабелът, свързващ левия лост за управление на тягата с двигателния агрегат, е прекъснат малко след прилагане на мощност за излитане. Пилотите не изпълняват правилната процедура при такава повреда и не изключват левия двигател (както е написано в краткия справочник на борда), и той продължава да произвежда висока тяга. По този начин самолетът не може да спре в предвиденото от производителя разстояние, защото левият двигател все още създава тяга за излитане, така машината се отклонява надясно и се ударя в терминала.